# Steve Witkoff
Steven Charles Witkoff, dit Steve Witkoff, né le 15 mars 1957 à New York, est un investisseur immobilier américain, propriétaire foncier et fondateur du Witkoff Group. Il détient un empire immobilier évalué à environ 1 milliard de dollars.
Le 12 novembre 2024, le président élu Donald Trump désigne Steve Witkoff comme envoyé spécial pour le Moyen-Orient,. En plus de ce portefeuille, il est également l'envoyé de facto de l'administration Trump auprès du président russe Vladimir Poutine dans le cadre des négociations de paix entre la Russie et l'Ukraine. 

## Jeunesse
Né dans une famille juive du Bronx, Steve Witkoff grandit à Baldwin Harbor et Old Westbury dans l'État de New York, fils de Martin et Lois Witkoff. Son père était fabricant de manteaux pour femmes à New York,. Il a obtenu un doctorat professionnel en droit de l'université Hofstra.

## Carrière
Après ses études, il a travaillé pour le cabinet d'avocats Dreyer & Traub à partir de 1983, où l'un de ses clients était Donald Trump,. Il cesse le droit en 1986 pour se consacrer à l'immobilier,.
En 1985, il a fondé avec son (ses) « collègue(s) » Laurence Gluck de Dreyer & Traub (probablement le (les) même(s) Dreyer & Traub, le cabinet d'avocats pour lequel il avait travaillé en 1983) la société Stellar Management, spécialisée dans l'acquisition d'immeubles « bon marché » à Washington Heights, Manhattan,. En 1996, il a obtenu un financement de Credit Suisse First Boston pour l'achat du 33 Maiden Lane, une tour de 27 étages conçue par Philip Johnson.
En 1998, avec son partenaire Rubin Schron, il a acheté le Woolworth Building pour 137,5 millions de dollars. Il a ensuite étendu son portefeuille immobilier à Chicago, Dallas et Philadelphie. L'introduction en bourse de sa société, prévue en 1998, a été annulée en raison de l'effondrement du marché immobilier et Witkoff a fondé le Witkoff Group pour se concentrer sur la construction résidentielle.
Witkoff est un des plus gros contributeurs des campagnes électorales de Donald Trump. En juillet 2024, il a prononcé un discours lors de la quatrième soirée de la convention nationale républicaine de 2024. Dans son discours, il a évoqué son amitié étroite avec l'ancien président des États-Unis Donald Trump. Steve Witkoff a assisté en tant qu'avocat Donald Trump dans de nombreux contrats depuis 1986.
Le 15 septembre 2024, Witkoff jouait au golf avec Trump au Trump International Golf Club à West Palm Beach, en Floride, lorsqu'une fusillade au Trump International Golf Club a visé Trump dans ce qui semblait être une tentative d'assassinat.
Witkoff a été choisi par Donald Trump pour coprésider son comité inaugural pour son second mandat, aux côtés de Kelly Loeffler.
Bien que dépourvu d'expérience dans la diplomatie, il est nommé sous l'administration Trump envoyé spécial au Moyen-Orient et contribue à négocier un cessez-le-feu dans la bande de Gaza. Escorté par l'armée israélienne le 29 janvier 2025 dans le corridor de Netzarim, il est le premier officiel américain à se rendre dans la bande de Gaza depuis sa prise de contrôle par le Hamas en 2007. Il en revient convaincu qu’il ne reste « presque rien » de l’enclave palestinienne et que « l'ampleur des dégâts est stupéfiante », puis convainc Donald Trump de proposer de transformer la bande de Gaza en « Côte d'Azur du Moyen-Orient » dans le cadre d'une « reconstruction » sur dix à quinze ans impliquant l'expulsion de la population palestinienne. Le projet est salué comme « révolutionnaire » et « créatif » par le premier ministre israélien Netanyahou. Malgré le cessez-le-feu, Witkoff a soutenu Netanyahou dans sa décision, le 2 mars 2025, d'interdire le passage de l'aide humanitaire dans Gaza. En juillet 2025, Steve Witkoff échoue à l'adoption d'un cessez-le-feu entre le Hamas et Israël, attribuant cet échec à la mauvaise foi du Hamas, soulignant qu’il envisage d’autres options pour ramener les otages.
Le 13 mars 2025, il est chargé de négocier un cessez-le-feu dans le cadre de l'invasion de l'Ukraine auprès des autorités russes. 
Par ailleurs, Witkoff est le négociateur en chef de l'administration Trump dans le cadre des pourparlers sur le programme nucléaire de l'Iran. Il rencontre le ministre iranien des Affaires étrangères à Oman le 12 avril 2025.

## Vie personnelle
Witkoff réside dans l'Upper East Side à Manhattan. Il détient une propriété en Floride à proximité de la résidence de Donald Trump. 
En 1987, il a épousé Lauren Rappoport. Ils ont eu trois fils. Leur fils Andrew, âgé de 22 ans, est décédé en 2011 d'une overdose d'oxycodone dans un centre de désintoxication en Californie. Il emploie sa femme et ses deux fils au sein de sa firme.

## Liens
- Ressource relative à l'audiovisuel :   - IMDb
- Notices d'autorité :   - VIAF
  - ISNI
  - LCCN
  - GND